# انتحار أماندا تود
أماندا ميشيل تود فتاة كنديَّة تبلغ من العمر 15 عاماً انتحرت بسبب التنمر الإلكتروني على موقع الفيس بوك، وأيضاً التنمر بالحياة الواقعيَّة، حيث كانت مضطهدة في مدرستها من قبل مجموعة من الطلاب.
في 7 سبتمبر 2012 نشرت أماندا تود على موقع اليوتيوب فيديو باسم "My story: Struggling, bullying, suicide, self harm" تروي قصتها باستخدام بطاقات استذكار في الفيديو، ووضَّحت بأنَّـها نادمة علىٰ إرسال صورة ثدييها لرجل آخر قام بنشرها في الإنترنت ومحاولتها الانتحار بشرب الكلور، وتمَّ نقلها إلىٰ المستشفىٰ بسيارة الإسعاف لتلقي العلاج، وعند عودتها إلىٰ المنزل، وجدت في موقع فيس بوك تعليقات ساخِرة علىٰ محاولتها الانتحار مثل: «تستحق ذلك» «آمل أنَّها ماتت» وقد حصل الفيديو على 1,600,000 مشاهد في 13 أكتوبر 2012، وفي 10 أكتوبر سنة 2012 حاولت أماندا ان تغيِّر مكان سكنها ومدرستها إِلَّا أنَّ الفضيحة استمرت بملاحقتها، مِمَّا أدى إلىٰ دخولها حالة اكتئاب نفسيَّة، انتحرت أماندا شنقاً، مِمَّا أثار ضجَّة حول العالم أجمع عبر البرامج التلفزيونية ومواقع الإنترنت، وأهمَّها مواقع التواصل الاجتماعي مثل: فيس بوك وتويتر.
في 7 سبتمبر 2012 نشرت أماندا تود على موقع اليوتيوب فيديو باسم "My story: Struggling, bullying, suicide, self harm" تروي قصتها باستخدام بطاقات استذكار في الفيديو، ووضَّحت بأنَّـها نادمة علىٰ إرسال صورة ثدييها لرجل آخر قام بنشرها في الإنترنت ومحاولتها الانتحار بشرب الكلور، وتمَّ نقلها إلىٰ المستشفىٰ بسيارة الإسعاف لتلقي العلاج، وعند عودتها إلىٰ المنزل، وجدت في موقع فيس بوك تعليقات ساخرة علىٰ محاولتها الانتحار مثل: «تستحق ذلك» «آمل أنَّها ماتت» وقد حصل الفيديو على 1,600,000 مشاهد في 13 أكتوبر 2012، وفي 10 أكتوبر سنة 2012 حاولت أماندا ان تغيِّر مكان سكنها ومدرستها إِلَّا أنَّ الفضيحة استمرت بملاحقتها، مِمَّا أدى إلىٰ دخولها حالة اكتئاب نفسيَّة، انتحرت أماندا شنقاً، مِمَّا أثار ضجَّة حول العالم أجمع عبر البرامج التلفزيونية ومواقع الإنترنت، وأهمَّها مواقع التواصل الاجتماعي مثل: فيس بوك وتويتر.